# Darrere la pista de la Pantera Rosa
Darrere la pista de la Pantera Rosa (títol original: Trail of the Pink Panther) és una pel·lícula estatunidenco-britànica dirigida per Blake Edwards, estrenada l'any 1982. Ha estat doblada al català.

## Argument
El famós diamant la Pantera rosa ha desaparegut. L'inspector Clouseau, que ha estat cridat per portar la investigació, desapareix amb el seu avió. Marie Jouvet, una famosa periodista francesa, prova de trobar-lo.

## Repartiment
- Joanna Lumley: Marie Jouveat
- David Niven: Sir Charles Litton
- Herbert Lom: Cap Insp. Charles Dreyfus
- Burt Kwouk: Cato Fong
- Capucine: Lady Simone Litton
- Robert Loggia: Bruno Langois
- Andre Maranne: Sergent François Chevalier
- Graham Stark: Hercule Lajoy
- Richard Mulligan: Pare de Clouseau
- Ronald Fraser: Dr. Longet
- Daniel Peacock: Clouseau als 18 nays
- Lucca Mezzofanti: Clouseau ala 8 anys
- Colin Blakely: Alec Drummond (no surt als crèdits)
- Denise Crosby: Denise

## Al voltant de la pel·lícula
- Aquesta pel·lícula és la sisena d'una sèrie de vuit pel·lícules dirigides per Blake Edwards :
- Per la mort de Peter Sellers poc de temps abans el començament de la producció, la pel·lícula està construïda amb nombrosos flashbacks que reprenen escenes de les precedents pel·lícules, exceptuat la seqüència animada dels crèdits d'obertura.[4]